# Phyllosticta camelliae
Phyllosticta camelliae är en svampart som beskrevs av Westend. 1867. Phyllosticta camelliae ingår i släktet Phyllosticta och familjen Botryosphaeriaceae.   Inga underarter finns listade i Catalogue of Life.